# Улица Рокотова
Улица Ро́котова (название с 11 октября 1978 года) — улица в Юго-Западном административном округе города Москвы на территории района Ясенево. Названа в честь Ф. С. Рокотова — российского художника-портретиста, академика, новатора в области психологического портрета. Проходит между Литовским бульваром и Соловьиным проездом. Длина — 0,7 км. Нумерация домов ведется от Соловьиного проезда. Бывший проектируемый проезд № 5416.

## История
Улица берёт начало от конца улицы бывшего села Ясенево, где начинались яблоневые сады, и далее спускается к когда-то бившему здесь роднику (сегодня на его месте находится Соловьиный пруд) под холмом, на вершине которого до 1960-х годов стояла радарная установка, обслуживавшая авиаполк в «Красном маяке».

## Транспорт
Вдоль всей улицы в направлении от Соловьиного проезда к Литовскому бульвару проходят автобусные маршруты 264, 639, 642, с14; в обратном направлении - маршруты 639, 642, с14.